# Diadelia viossati
Diadelia viossati là một loài bọ cánh cứng trong họ Cerambycidae.